# Tomorrowworld
TomorrowWorld fue un festival de música de música electrónica que se realizó por primera vez en Chattahoochee Hills (Estados Unidos) pero el propósito de este evento, es llevar el festival multitudinario de Tomorrowland a todo el mundo, de allí su nombre.

## Organización y artistas
Está organizado por ID&T y Entertainment and Media Enterprise. La primera edición del festival fue el 27 de septiembre de 2013, y algunos de los artistas más reconocidos que participaron la primera edición del evento fueron: los exintegrantes de Swedish House Mafia; Axwell, Sebastian Ingrosso y Steve Angello, Dimitri Vegas & Like Mike, Hardwell, Tiësto, Armin van Buuren, Avicii, David Guetta, Coone, Nervo, Carl Cox, Skrillex, Steve Aoki entre otros. Se calcula que el primer año, la cantidad de asistentes superó los 220.000